# Valença kommun, Bahia
Valença är en kommun i Brasilien.   Den ligger i delstaten Bahia, i den östra delen av landet, 1 000 km öster om huvudstaden Brasília. Antalet invånare är 88 729.
Följande samhällen finns i Valença:
- Valença

I omgivningarna runt Valença växer i huvudsak städsegrön lövskog. Runt Valença är det ganska glesbefolkat, med 22 invånare per kvadratkilometer.